# Dilophus membranaceus
Dilophus membranaceus är en tvåvingeart som beskrevs av Yang och Guang Yu Luo 1989. Dilophus membranaceus ingår i släktet Dilophus och familjen hårmyggor. Inga underarter finns listade i Catalogue of Life.